# Mořeplavec (kniha)
Mořeplavec je třetí knihou série Cizinka napsanou Dianou Gabaldon. Ve středu zájmu je zdravotní sestra Claire Randallová, která z 20. století cestuje v čase do 18. století na skotské vysočině, kde se vdá za skotského válečníka Jamieho Frasera. Kniha obsahuje prvky historické fikce, romantiky, dobrodružství, science fiction i fantasy.
Hrdinka bestselleru Cizinka, Claire, se v Mořeplavci vrací jako matka Brianny Randallové žijící v roce 1968 (dvacet let po návratu z minulosti) v Bostonu. Předchozí román – Vážka v jantaru – skončila, když Claire odhalila Brianně pravou identitu jejího otce, Jamieho Frasera, i Claiřina cestování v čase. V Mořeplavci obě ženy sledují Jamieho život po bitvě u Cullodenu během jakobitského povstání v roce 1745. Odhalí, že Jamie masakr mnoha skotských klanů přežil.

## Děj

### 1746
Mořeplavec začíná bitvou u Cullodenu, kde Jamie Fraser utrpí vážná zranění a Jack Randall zemře. O Jamieho se postarají na nedaleké farmě, kde je celkem 18 mužů z vysočiny. Harold Grey, hrabě z Meltonu, přijde jako zástupce vévody z Cumberlandu, jim oznámí, že všichni přeživší budou zastřeleni. Každý muž je vyveden ven k odsouzení, Melton si pro záznamy zapisuje jejich jména. Když je Jamie na řadě, Melton ho pozná jako slavného jakobitu „Rudého Jamieho“, ale odmítne ho odsoudit, protože Jamie u Prestonu ušetřil život jeho mladšího bratra Lorda Johna Greye. Nakonec to vyřeší tak, že Jamieho pošle domů v očekávání, že podlehne svým zraněním.
Když Angličani prohledávají zemi, aby našli jakobitské rebely, Jamie se ukrývá v jeskyni poblíž Lallybrochu. Navštěvuje svoji sestru Jenny a její rodinu vždy jednou za měsíc, aby se oholil, vykoupal a vyslechl si nové zprávy. Jamie přepíše Lallybroch na Jennina nejstaršího syna, také Jamieho, aby zabránil Angličanům zabavit jejich domov jako majetek zrádce. Nakonec se ale Jamie nechá udat, aby jeho nájemníci získali odměnu a nezemřeli tak hlady. V Ardsmuirské věznici se stane vůdcem vězňů pod jménem Mac Dubh. Ve věznici se také znovu setkává s Lordem Johnem Greyem, novým velitelem věznice. Jeho předchůdce mu poradí, aby Jamieho vždy jednou za týden pozval na večeři, aby prodiskutoval ostatní vězně a jejich návrhy. John věří, že Jamie ví, kde se nachází francouzské zlato, které údajně poslal Bonnie Prince Charlie. Věznice pak prochází renovací a vězňové jsou převezeni do Ameriky. John ale Jamieho pošle do Helwateru k jezeru, kde stojí farma Lorda Dunsanyho, Johnova přítele.
Dunsany má dvě dcery, z nichž starší – Geneva – se zakouká do Jamieho, přestože je zasnoubená s Lordem Ellesmerem, postarším mužem. Podvede Jamieho, aby se s ním dostala do sexuálního kontaktu. Nakonec opouští Helwater a vdá se za Lorda Ellesmera. O devět měsíců později se jí narodí chlapec a ona do druhého dne zemře. Ellesmere si stěžuje Lordu Dunsanymu, že dítě není jeho a vyhrožuje, že ho zabije. Místo toho ho ale Jamie zabije jako první. Dítě, pojmenované William, se vrátí na Helwater. Za odměnu mu Lady Dunsanyová nabídne, že požádá Lorda Johna, aby Jamiemu udělil milost a poslal ho domů. Jamie ale odmítne, aby zůstal blízko svému synovi. Proto zůstane několik dalších let na Helwateru, dokud nezačne být nápadná jeho podobnost s Williamem. Pak omilostnění přijme.

### 1968
Roger MacKenzie se ve 20. století nabídne, že vystopuje celou Jamieho historii. Když společně s Claire a Briannou najdou důkaz o článku, který Jamie napsal a vytiskl v roce 1765, Claire začne uvažovat, že se vrátí zpět za ním, Brianna ji v jejím rozhodnutí podporuje. Na Halloween roku 1968 se Claire vrací do Jamieho času.

### 1765
Claire nachází Jamieho v Edinburghu pod jménem Alex Malcolm, pod nímž pašuje alkohol pod rouškou tiskařského obchodu. Jeho synovec, mladý Ian, uteče z Lallybrochu, aby mu s jeho obchodem pomohl. Claire se znovu potkává také se svým přítelem Fergusem, který byl desetiletým sirotkem, kterého si Jamie vzal do péče v předchozím díle. Aby vysvětlila svoji nepřítomnost, všem řeknou, že Claire byla se svými příbuznými ve Francii, když věřila, že Jamie byl zabit u Cullodenu.
Po neúspěšné pašerácké akci vezme Jamie Claire a mladého Iana zpět na Lallybroch, kde Claire zjistí, že Jamie se znovu oženil a ona tak má dvě nevlastní dcery, Marsali a Joanu. Jamieho novou ženou je Laoghaire, která Claire před dvaceti lety obvinila z čarodějnictví. Zklamaná Claire opouští Lallybroch, ale mladý Ian ji přivede zpět, protože Laoghaire Jamieho zranila. Claire vidí, že je rána infikovaná a zachrání ho pomocí antibiotik a stříkaček, které si přinesla z 20. století. Jamie vyjednává dohodu s Laoghaire. Má jí zaplatit 1435 liber jako vyrovnání a podporovat ji, dokud se znovu nevdá. Aby získal peníze, vrátí se s Claire a Ianem pro poklad, jakobitské zlato a šperky, pohřbené na ostrově za Inverness. Když poklad získají, chtějí se vrátit do Francie a prodat tam šperky. Mladý Ian je ale unesen podivnou lodí, když poklad získává. Jamie a Claire se vydají do Francie, kde jim Jamieho synovec Jared pomůže určit identitu lodi a dá jim svou loď do Západní Indie, aby mohli Iana zachránit. Fergus a Laoghaiřina dcera Marsali jdou s nimi.
Na moři je jejich loď zastavena anglickou lodí zvanou Porpoise, která je prosí o lékaře, protože spousta jejích námořníků je nemocná. Když Claire vyšetřuje nemocné, Porpoise se i s ní na palubě vydá na cestu. Claire zjistí, že celní kontrola chce na Jamajce zatknout Jamieho. Nakonec se jí podaří utéct na ostrov Hispaniola, kde najde přírodovědce zkoumajícího místní flóru, Dr. Sterna. Jamieho loď na Hispaniole najede na mělčinu, když ji tam zažene bouře. Jamie s nimi ale není, protože odešel, aby ji zachránil. Není ale pryč dlouho a zakrátko se k ní zase přidá.

### Jamajka
V přestrojení za Francouze navštíví Jamie bál pro místního guvernéra (jeho starého přítele Lorda Johna Greye), se kterým si v soukromí promluví. Na plese je zavražděna mladá žena a všichni hosté jsou zadrženi jako podezřelí. I Claire si s Johnem promluví, on jí přizná, že dal Jamiemu portrét jeho syna Williama. Jamie a Claire hledají na trhu s otroky Iana, později také na plantáži paní Abernathyové, kterou identifikují jako dřívější Geilis Duncanovou. Nakonec zjistí, že Geilis drží Iana v zajetí. Claire navštíví její pracovnu, kde na stole najde obrázek Brianny s plánem, jak ji obětovat. Po boji v jeskyni na Jamajce, Claire s Jamiem a Ianem utečou. Když plují pryč z Jamajky, znovu je honí Porpoise. V bouři se pak anglická loď ztratí, zatímco ta skotská ztroskotá u americké Georgie.